# اس‌ام‌اس درفلینگر
اس‌ام‌اس دفلینگر (به انگلیسی: SMS Derfflinger) یک کشتی رزم‌ناو بود که طول آن ۲۱۰٫۴ متر (۶۹۰ فوت) بود. این کشتی در سال ۱۹۱۳ ساخته شد.